# Trag divljači
Trag divljači je srbijanski filmski triler iz 2022. godine, redatelja Nenada Pavlovića. Film je snimljen u produkciji kuće REŽIM, i koprodukcije Kinematografske kuće i Film District-a. 
Svetska premijera filma održala se 15. rujna 2022. na  15. Leskovačkom internacionalnom festivalu filmske režije u Leskovcu, a 3. listopada je imao premijeru u Beogradu, od 19. listopada je bio dostupan u kinima.
Film je adaptiran u televizijsku seriju od četiri epizode koja se prikazivala od 24. lipnja 2023. na kanalu Superstar TV, u Hrvatskoj serija se prikazuje na streming platformi Voyo od 2. listopada 2023.

## Radnja
Perspektivni novinar koji istražuje političko ubojstvo u malom ruralnom mjestu u Jugoslaviji 1979. godine. Tijekom istraživanja, novinar otkriva mrežu skrivenih obiteljskih tajni i suočava se sa vezom između samoubojstva lokalnog stanovnika i političkog ubojstva. Tragajući za izazovnom pričom, Jugoslav nailazi na komunističko Srce tame.

## Glumačka postava
- Radivoje Bukvić kao Jugoslav
- Predrag Miki Manojlović kao Blagoje
- Miloš Timotijević kao Aljoša
- Nada Šargin kao Sonja
- Dragan Bjelogrlić kao Miloje
- Milena Pavlović kao Sibinka
- Milena Radulović kao Lucija
- Filip Šovagović kao urednik Lovrenčić

## Vanjske poveznice
- Službena stranica
- Trag divljači u internetskoj bazi filmova IMDb-a